# Barbus oxyrhynchus
Barbus oxyrhynchus е вид лъчеперка от семейство Шаранови (Cyprinidae). Видът не е застрашен от изчезване.

## Разпространение
Разпространен е в Кения и Танзания.

## Описание
На дължина достигат до 40 cm.